# Fête de la Reine (Canada)
La fête de la Reine ou la fête de Victoria (anglais : Victoria Day) est un jour férié canadien célébré chaque année le lundi précédant le 25 mai en l'honneur de la reine Victoria. C'est également ce jour qu'est célébré l'anniversaire officiel du monarque du Canada. La fête de la Reine est aussi informellement considérée comme marquant le début de la saison d'été au Canada.
La fête existait avant la création de la Confédération canadienne : elle était célébrée à l'origine le vrai jour de l'anniversaire de la reine, le 24 mai. Alors que les monarques suivant célèbrent leur anniversaire au jour exact ou un anniversaire officiel au mois de juin, la fête de Victoria s'est maintenue au Canada. Il s'agit d'un jour chômé reconnu par le gouvernement fédéral ainsi que par six provinces et trois territoires. Au Québec, la même date correspond officiellement, depuis 2003, à la Journée nationale des Patriotes. Avant 2003, cette province observait, de manière non officielle, depuis les années 1920, la fête de Dollard commémorant Adam Dollard des Ormeaux.

## Histoire

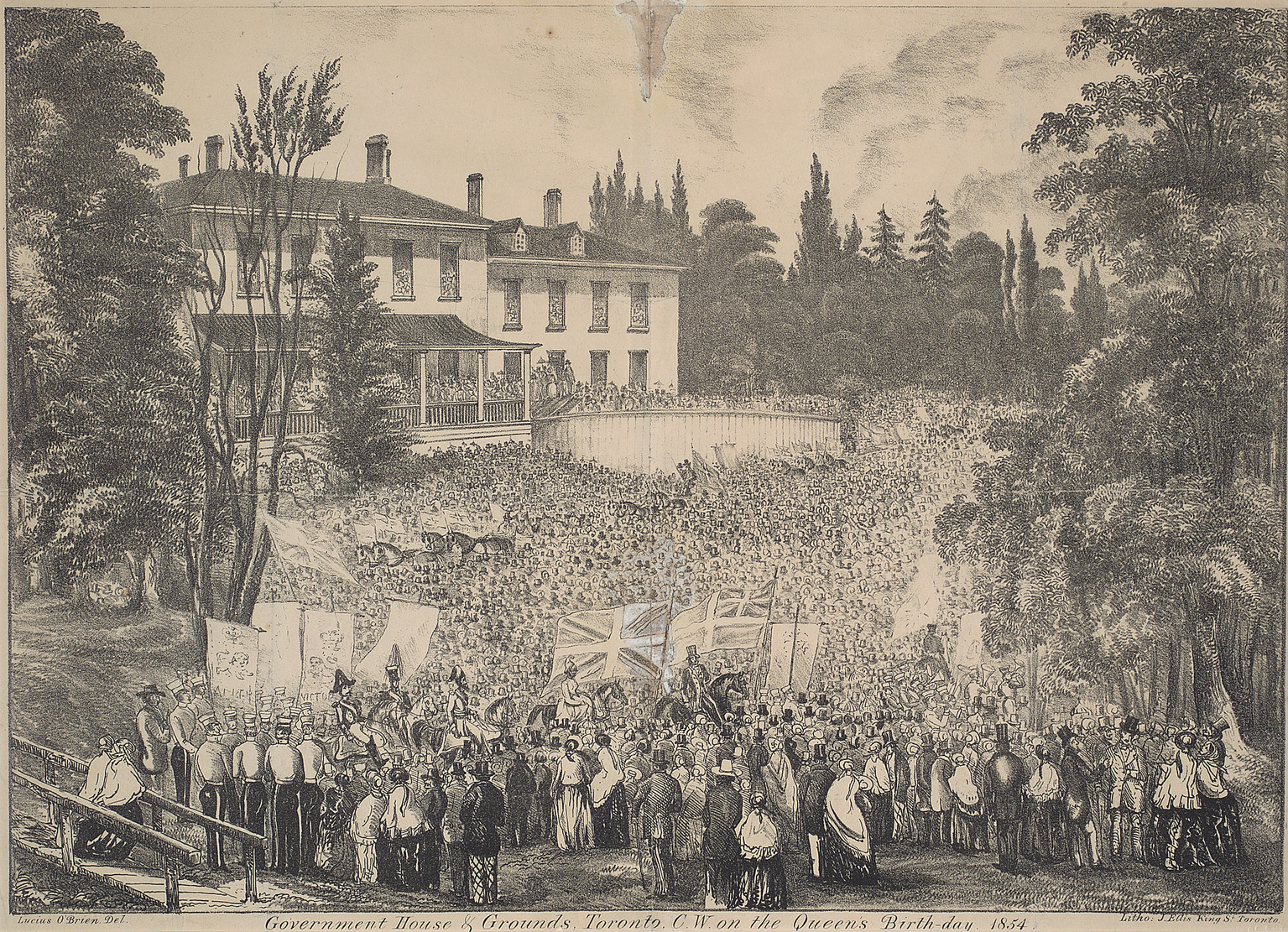
Fête de la Reine de 1854 : une foule se rassemble devant Government House à Toronto.

La première loi fixant au 24 mai la célébration de l'anniversaire de la reine Victoria est votée en 1845 par l'Assemblée législative de la province du Canada. Cette année, 5 000 résidents du Canada-Ouest se réunissent à Toronto pour célébrer la reine.
Après le décès de Victoria en 1901, le 24 mai devient la fête de Victoria, une journée à la mémoire de la reine, puis, en 1904 par décret, l'Empire Day à travers l'Empire britannique. Le successeur de Victoria, Édouard VII, fixe son anniversaire officiel au mois de juin (durant lequel les conditions climatiques sont meilleures que le jour de son anniversaire réel, le 9 novembre). Les rois suivants célèbrent leur anniversaire à sa vraie date ou également au mois de juin.
Le Canada souligne aussi l'anniversaire du monarque. Cependant, il célèbre toujours la fête de Victoria le 24 mai ou le lundi précédent, contrairement au reste de l'Empire.
Il faut attendre une proclamation de 1957 pour que le lundi précédant le 25 mai soit reconnu comme l'anniversaire de la reine Élisabeth II et des futurs monarques du Canada.
Parallèlement, l'Empire Day devient le Commonwealth Day en 1958 et est déplacé au second lundi de mars en 1976. Il cesse alors d'être un jour férié.

## Législations fédérale et provinciales

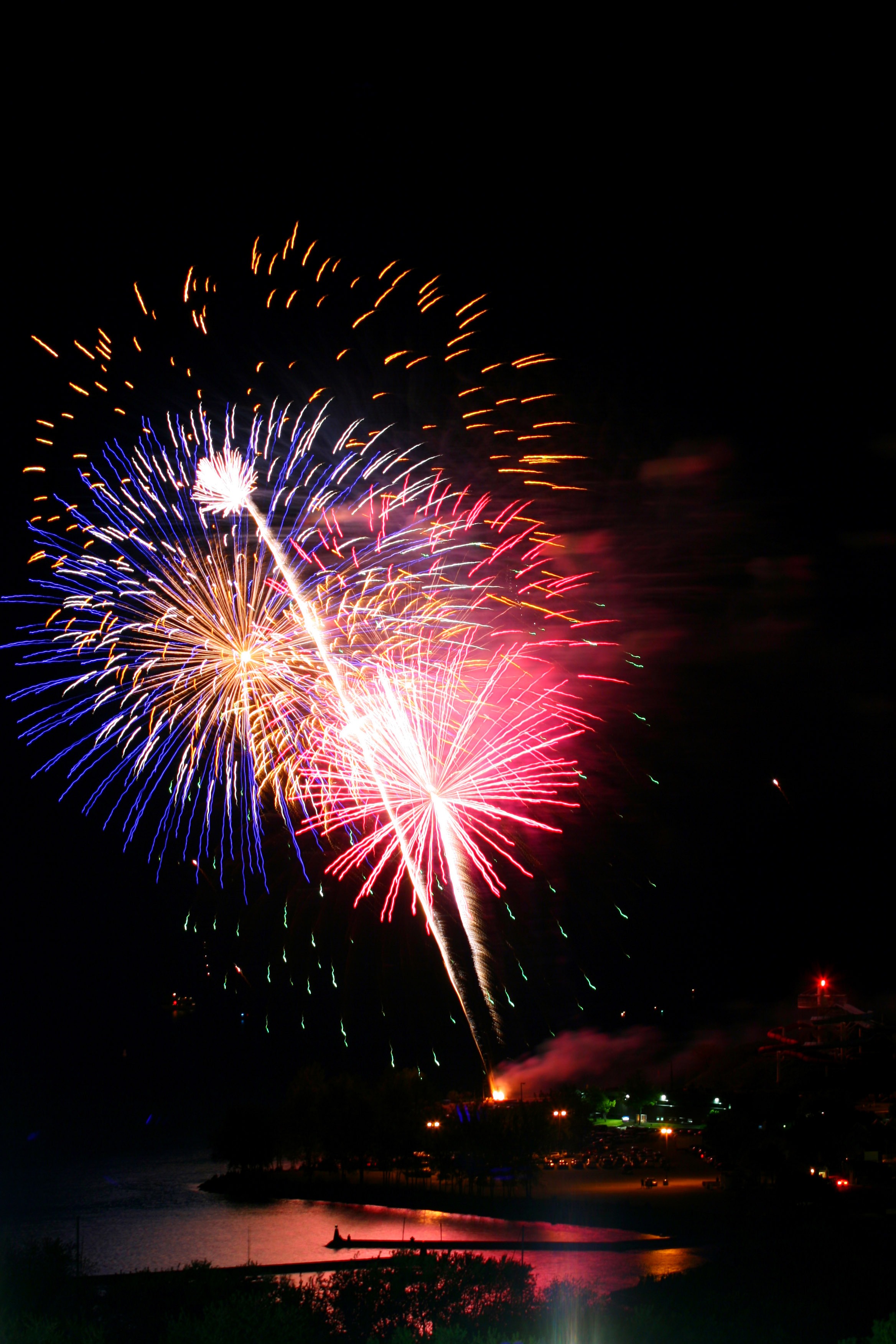
Des feux d'artifice depuis Ontario Place à Toronto pour la fête de la Reine de 2010.

La fête de la Reine est jour férié reconnu par le gouvernement fédéral ainsi les salariés travaillant dans des secteurs relevant du fédéral ne travaillent pas ce jour-là (les fonctionnaires fédéraux ou les banques par exemple). Pour les autres secteurs — qui concernent la majorité des salariés — la législation dépend du gouvernement provincial ou territorial :
- c'est un jour férié reconnu en Alberta[5], en Colombie-Britannique[6], au Manitoba[7], en Ontario[8], en Saskatchewan[9], aux Territoires du Nord-Ouest[10], au Nunavut (comme « jour fixé par le gouverneur général pour la célébration de l’anniversaire de naissance de la souveraine régnante »)[11] et au Yukon[12] ;
- ce n'est pas un jour férié au Nouveau-Brunswick[13] mais un jour de repos durant lequel les commerces sont fermés[14] ;
- c'est un jour férié pour la fonction publique à Terre-Neuve-et-Labrador[15],[16] et
- ce n'est pas un jour férié en Nouvelle-Écosse[17] et sur l'Île-du-Prince-Édouard[18]
- c'est un jour férié au Québec, mais on y célèbre la Journée nationale des Patriotes plutôt que la fête de la Reine, en souvenir de la rébellion de 1837.